# Società Sportiva Giovani Calciatori Capuccini
Società Sportiva Giovani Calciatori Cappuccini foi um clube de futebol italiano com sede na cidade de Vercelli.foi fundado em 1920.o clube jogou nas eliminatórias regionais do campeonato da Prima Categoria de 1921-22,organizado em oposição ao campeonato organizado pela Confederazione Calcistica Italiana.o Giovani Calciatori Capuccini foi quinto colocado da região do Piemonte,e em 1922,foi absorvido pelo Pro Vercelli.